# Bettina Redlich
Bettina Redlich (Innsbruck, 19 dicembre 1963) è un'attrice austriaca.

## Biografia
Bettina Redlich frequenta fino al 1977 la Innsbrucker Schauspielschule e Susi Nicoletti alla Musical-Schule di Vienna. Dopo due anni recita alla Schauspielhaus Bochum nell'opera di Herbert Achternbusch Susn. Reciterà poi a Monaco, Vienna e Zurigo.
In televisione debutta in Der Millionenbauer. Poi in Die Hausmeisterin come Christa. Ha partecipato a oltre 90 produzioni. Nella serie Der Alte ha interpretato Sabine la seconda figlia di Kress (Rolf Schimpf). Nella telenovela Sturm der Liebe interpreta la madre del medico veterinario Henry Achleitner (Patrick Dollmann).
Redlich vive a Monaco di Baviera.